# Bande noire

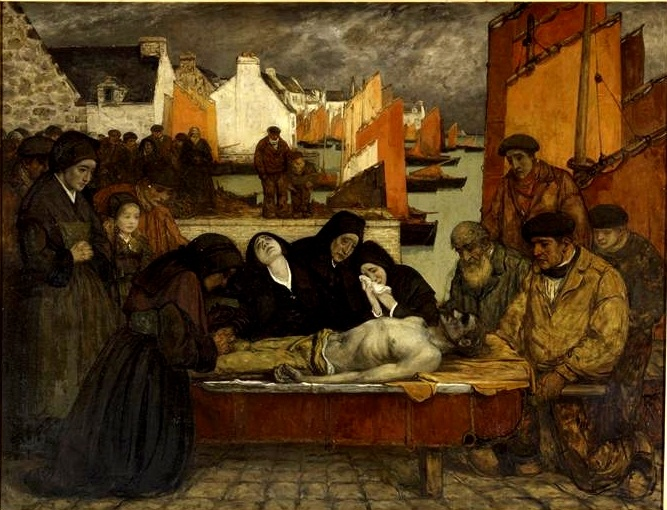
Charles Cottet: Douleur o Les victimes de la mer, del Tríptico Au pays de la mer, 1898, Museo de Orsay, París.

Bande noire o les Nubiens son las denominaciones historiográficas de un estilo o movimiento artístico. Se usan para caracterizar la obra de Charles Cottet y un grupo de pintores franceses que alcanzaron éxito en el Salón de París en los años 1890, entre los que se encuentran Rene Menard, Lucien Simon, André Dauchez, René Prinet, Jacques Émile Blanche, Anders Zorn, y Henri Le Sidaner.
También se asocia este grupo con la denominación "naturalismo". Este naturalismo pictórico sería la continuación estilística del realismo pictórico (de forma paralela a como al realismo literario sigue el naturalismo literario).

## Características
Presentan claras diferencias respecto a los realistas, intensificando su preferencia por los temas sociales. Suelen pintar lienzos de gran formato y tonos sombríos (a ello se refieren sus motes: noire -"negro"- y nubian -"nubio"-) en los que el asunto principal es la figura humana, más que el paisaje, dentro del que tuvieron como lugar especialmente vinculado la región de Bretaña. La influencia ideológica del darwinismo les proporcionó una perspectiva vital: la futilidad de los esfuerzos humanos contra las fuerzas de la naturaleza.
El grupo se relacionaba con el escultor Rodin, en un ambiente artístico dominado por los impresionistas y postimpresionistas, con cuya paleta colorista contrastaban; aunque a veces se asocia a Cottet a la Escuela de Pont-Aven (simbolista). La cercanía e intercambio fluido entre distintos grupos de artistas hizo que Félix Vallotton retratara a Cottet junto al grupo Nabis en un cuadro de 1903.
No hay que confundir este movimiento pictórico con la utilización del término "naturalismo" aplicado de forma genérica a cualquier periodo de la historia de la pintura o de las artes plásticas, refiriéndose a la representación de objetos realistas en un ambiente natural o al arte que presta atención a detalles muy precisos y apropiados, y que representa la naturaleza con verosimilitud.

## Extensión fuera de Francia
El pintor español Ignacio Zuloaga tuvo una especial cercanía con Cottet.